# Кременське
Кременське (рос. Кременское) — село в Мединському районі Калузької області Російської Федерації.
Населення становить 389 осіб. Входить до складу муніципального утворення Село Кременське.

## Історія
Від 2004 року входить до складу муніципального утворення Село Кременське.

## Населення
| 2002 | 2010 |
| ---- | ---- |
| 475  | ↘389 |